# Телескоп з рідким дзеркалом

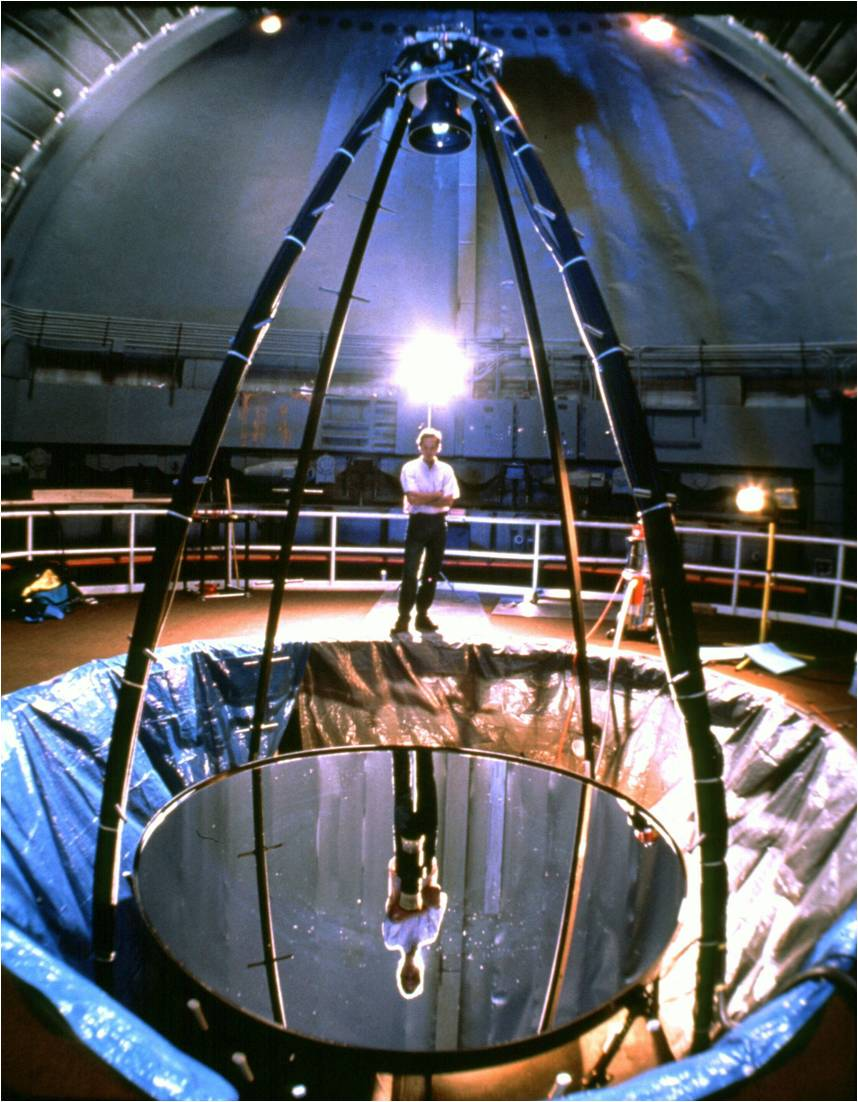
Телескоп з рідким дзеркалом. Внизу знаходиться ртутне дзеркало; вгорі, в його фокусі, - оптичні приймачі.

Телескоп з рідким дзеркалом — телескоп, дзеркало якого виготовлене з відбиваючої рідини (наприклад, ртуті), яка обертається з постійною швидкістю навколо вертикальної осі й набуває параболічної форми завдяки відцентровій силі. Таке дзеркало набагато дешевше, ніж дверді дзеркала, але його головним недоліком є те, що такий телескоп може дивитись лише вертикально вгору, в зеніт. В останні десятиріччя було виготовлено кілька експериментальних телескопів з рідким дзеркалом, найбільшим був 6-метровий Великий зенітний телескоп, але технологія поки що не стала поширеною.

## Історія
Ісаак Ньютон зауважив, що вільна поверхня рідини, що обертається, утворює круглий параболоїд і, отже, може використовуватися як телескоп, але насправді він не міг його побудувати, оскільки не мав можливості стабілізувати швидкість обертання. Концепція була далі вдосконалена Ернесто Капоччі з Неаполітанської обсерваторії (1850), але лише в 1872 році Генрі Скі з Данідіна, Нова Зеландія, сконструював перший діючий лабораторний телескоп з рідким дзеркалом.

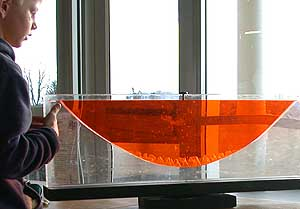
Параболічна форма, утворена поверхнею рідини під час обертання. Дві рідини різної густини заповнюють вузький простір між двома листами прозорого пластику. Щілина між листами закривається знизу, з боків і згори. Вся конструкція обертається навколо вертикальної осі, що проходить через центр.

## Пояснення рівноваги
У наступній дискусії {\displaystyle g} позначає прискорення сили тяжіння, {\displaystyle \omega } позначає кутову швидкість обертання рідини в радіанах на секунду, {\displaystyle m} - маса нескінченно малого елемента на поверхні рідини, {\displaystyle r} – відстань цього елемента від осі обертання, а {\displaystyle h} - висота цього елемента над умовним нулевим рівнем.
Діаграма сил, показана на малюнку, зображує сили, що діють у нерухомій системі відліку на елемент на поверхні рідини. Напрямок кожної стрілки показує напрямок сили, а довжина стрілки показує модуль сили. Червона стрілка, спрямована вертикально вниз, позначає силу тяжіння елемента. Зелена стрілка показує силу Архімеда, що діє на елемент рідини. Оскільки поверхня рідини є поверхнею сталого тиску, а сила Архімеда діє проти градієнта тиску, то вона має бути перпендикулярна до поверхні рідини. Коротка синя стрілка показує сумарну силу, що діє на елемент. Це векторна сума сил ваги та Архімеда. Елемент обертається навколо вертикальної осі і має тільки горизонтальне доцентрове прискорення, яке за 2-м законом Ньютона дорівнює сумарній силі, розділеній на масу.
Сила Архімеда (зелена стрілка) має вертикальну складову, яка повинна дорівнювати вазі {\displaystyle mg} елемента (червона стрілка), а горизонтальна складова сили Архімеда повинна дорівнювати доцентровій силі {\displaystyle m\omega ^{2}r} (синя стрілка). Отже, зелена стрілка відхилена від вертикалі на кут, тангенс якого є відношенням цих сил. Оскільки зелена стрілка перпендикулярна до поверхні рідини, нахил поверхні повинен дорівнювати відношенню сил:
{\displaystyle {\frac {dh}{dr}}={\frac {m\omega ^{2}r}{mg}}.}
Скорочення {\displaystyle m} з обох боків, інтегрування та вибір {\displaystyle h=0} для {\displaystyle r=0} веде до
{\displaystyle h={\frac {1}{2g}}\omega ^{2}r^{2}.}
Така формула типу {\displaystyle h=kr^{2}}, де {\displaystyle k} є константою, задає параболоїд обертання.

### Швидкість обертання і фокусна відстань
Рівняння параболоїда в термінах його фокусної відстані можна записати як
{\displaystyle 4fh=r^{2},}
де {\displaystyle f} — фокусна відстань, а {\displaystyle h} і {\displaystyle r} визначені вище.
Ділення цього рівняння на попередню формулу скорочує {\displaystyle h} і {\displaystyle r} і призводить до
{\displaystyle 2f\omega ^{2}=g,}
Ця формула пов’язує кутову швидкість обертання рідини з фокусною відстанню утвореного параболоїда. Зауважте, що інші змінні у формулі відсутні. Густина рідини, наприклад, не впливає на фокусну відстань параболоїда.
Якщо фокусна відстань дорівнює {\displaystyle F} метрів, швидкість обертання - {\displaystyle S} обертів за хвилину, а {\displaystyle g} становить 9,81 метрів на секунду в квадраті, то останнє рівняння зводиться до наближення
{\displaystyle FS^{2}\approx 447.}

## Технічні деталі
Зазвичай телескопи з рідким дзеркалом виготовлюють з рідини, що зберігається в циліндричному контейнері з композитного матеріалу, наприклад кевлару. Циліндр обертається зі швидкістю кілька обертів за хвилину. Рідина утворює параболоїд, форму звичайного телескопічного дзеркала. Поверхня дзеркала дуже точна, дрібні недоліки форми циліндра не впливають на неї. Щоб зменшити необхідну кількість рідини, а отже, і вагу, використовується ємність, яка максимально наближена до необхідної параболічної форми. Тоді використовувана кількість ртуті невелика, товщина її шару менше міліметра.
Пропонувалось встановлення великіх телескопів з рідким дзеркалом на Місяці на основі низькотемпературних іонних рідин з температурою нижче 130 кельвінів, покритих тонкою металевою плівкою. Низька температура могла б бути вадживою перевагою для дослідження довгохвильового інфрачервоного світла.
Також обговорюється концепція космічного телескопа з рідким дзеркалом, ше штучна гравітація створюється, наприклад, шляхом легкого прискорення за допомогою двигунів.

## Переваги та недоліки
Найбільшою перевагою рідкого дзеркала є його невелика вартість, приблизно 1% від звичайного дзеркала телескопа. Це зменшує вартість всього телескопа щонайменше на 95%. 6-метровий Великий зенітний телескоп в Університеті Британської Колумбії коштував приблизно в п’ятдесят разів дешевше, ніж звичайний телескоп зі скляним дзеркалом.
Найбільшим недоліком є те, що дзеркало може дивитися лише прямо вгору: якщо рідке дзеркало відхилитись від зеніту, воно втратить свою форму. Таке дзеркало обертається разом з обертанням Землі, і не може бути наведено на потрібний об'єкт на небі. Об’єкт можна короткочасно відслідковувати електронним способом, коли він знаходиться в полі зору, зміщуючи електрони на ПЗЗ з тією ж швидкістю, що й рух зображення; ця тактика називається дрейфовим скануванням (time delay and integration). Ці обмеження не впливають на деякі типи астрономічних досліджень, як-от довгострокові огляди великих ділянок неба чи пошуку наднових.
Оскільки металева ртуть і її пари є токсичними, залишається проблема щодо її використання в телескопі, де вона може зашкодити здоровʼю спостерігачів. У Великому зенітному телескопі ртутне дзеркало та люди-оператори розміщені в окремих вентильованих приміщеннях. У місці розташування в канадських горах температура навколишнього середовища досить низька, що знижує швидкість випаровування ртуті. Замість ртуті можна використовувати менш токсичний метал галій, але його недоліком є висока вартість. Нещодавно канадські дослідники запропонували використання магнітно деформованих рідких дзеркал, які складаються із суспензії наночастинок заліза та срібла в етиленгліколі. На додаток до низької токсичності та відносно низької вартості, таке дзеркало матиме перевагу в тому, що воно легко та швидко деформується за допомогою змін напруженості магнітного поля.  

## Гіроскопічні ефекти
Зазвичай дзеркало телескопа з рідинним дзеркалом обертається навколо двох осей одночасно. Наприклад, дзеркало телескопа на поверхні Землі обертається зі швидкістю кілька обертів за хвилину навколо вертикальної осі, щоб зберегти свою параболічну форму, а також зі швидкістю один оберт за добу навколо осі Землі через обертання Землі. Зазвичай (за винятком випадків, коли телескоп розташований на одному з полюсів Землі), два обертання взаємодіють так, що в нерухомій відносно Землі системі відліку дзеркало відчуває крутний момент навколо осі, перпендикулярної до обох осей обертання, тобто спрямованої в напрямку схід-захід. Оскільки дзеркало рідке, воно реагує на цей крутний момент зміною напрямку наведення. Точка на небі, на яку націлено дзеркало, знаходиться не зовсім над головою, а трохи зміщена на північ чи південь. Величина зміщення залежить від широти, швидкості обертання і параметрів конструкції телескопа і зазвичай становить кілька кутових секунд.

## Список телескопів з рідким дзеркалом
Існувало кілька історичних прототипів телескопів з рідким дзеркалом. Після відновлення інтересу до технології у 1980-х роках було реалізовано кілька сучасних проєктів:
- UBC/Laval LMT, 2,65 м, 1992
- NASA-LMT, 3 м, 1995–2002
- Великий зенітний телескоп, 6 м, 2003–2016
- Міжнародний телескоп з рідким дзеркалом, 4 м, відкритий 2022[4]

Обговорювалось ще кілька проєктів:
- ALPACA , 8 м[5][6]
- LAMA, 66 окремих телескопів розміром 6,15 м кожний, із загальною потужністю збирання, як у 55-метрового телескопа, і роздільною здатністю, як у 70-метрового телескопа[7][8]